# سازوی افشان
جونکس افوسوس (نام علمی: Juncus effusus) نام یک گونه از سرده سازو است.